# Coussarea cerroazulensis
Coussarea cerroazulensis är en måreväxtart som beskrevs av John Duncan Dwyer och M.Victoria Hayden. Coussarea cerroazulensis ingår i släktet Coussarea och familjen måreväxter. Inga underarter finns listade i Catalogue of Life.